# الشرطة العلمية والتقنية (الجزائر)

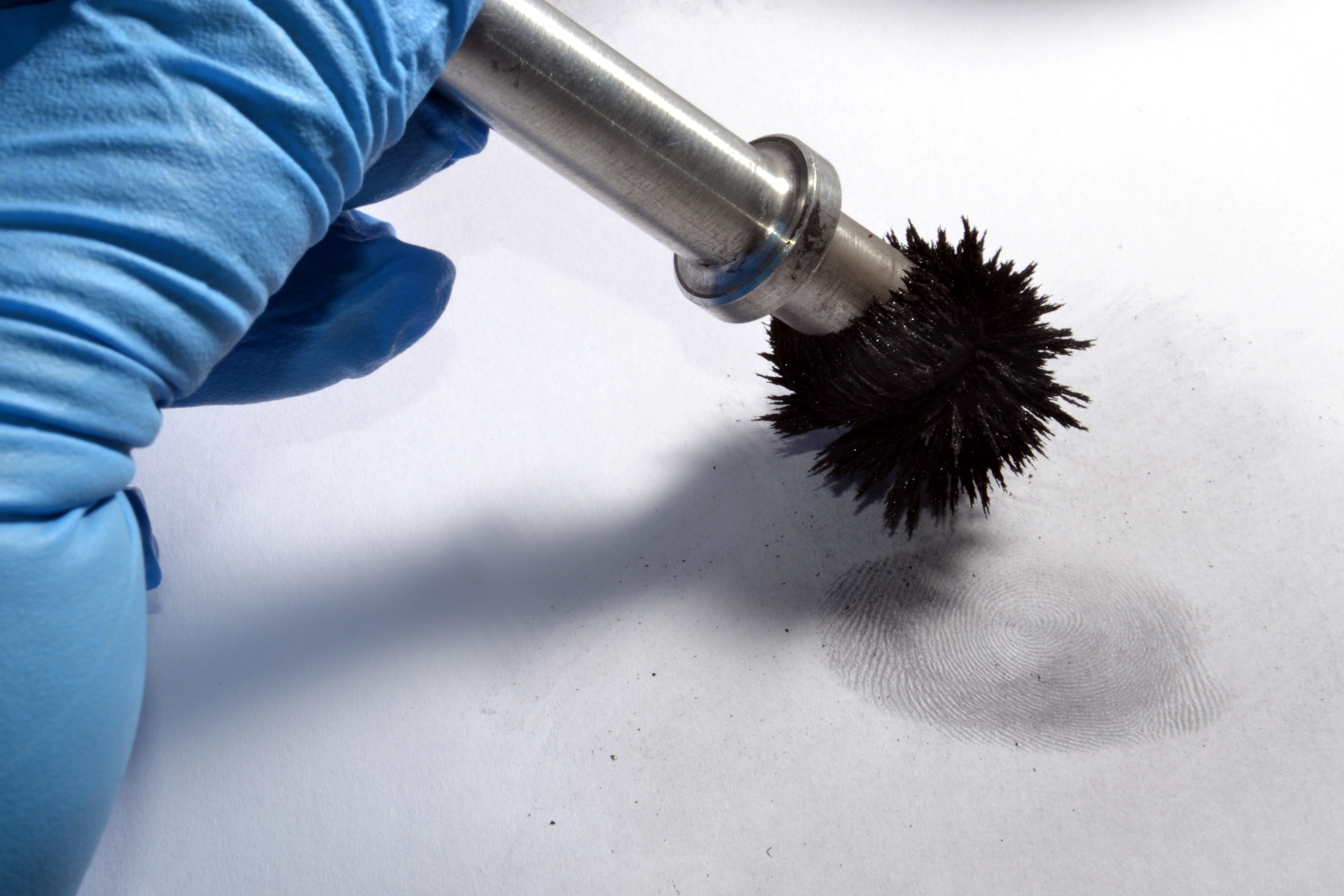
أحد أفراد الشرطة العلمية يقوم بالكشف عن البصمات

الشرطة العلمية والتقنية بالشرطة الجزائرية كانت بدايتها خلال سنوات السبعينات من القرن العشرين على مستوى المدرسة العليا للشرطة حيث تم إنشاء مخبر علمي ومصلحة للطب الشرعي من أجل انطلاقة قوية، تبعها فيما بعد ملحقان إقليميان بوهران وقسنطينة.
بعد الاهتمام الكبير الذي حظي به الأمن الوطني من قبل السلطات العمومية وخاصة الشرطة العلمية، أصبح المخبر المركزي للشرطة العلمية والتقنية بمصالحه الـ 15 يحتل المرتبة الثانية إفريقياً والأولى عربياً بين مخابر الشرطة.
يتبع المخبر المركزي أربع مخابر جهوية موزعة عبر التراب الوطني وهي:
1. المخبر الجهوي بوهران
2. المخبر الجهوي بقسنطينة
3. المخبر الجهوي ببشار
4. المخبر الجهوي بتمنراست